# Björn Engels
Björn Engels (Kaprijke, 15 settembre 1994) è un calciatore belga, difensore dell'Anversa.

## Carriera

### Club

#### Club Bruges
Esordisce da professionista il 20 settembre 2012 nella fase a gironi di Europa League contro il Bordeaux, entrando in campo nel secondo tempo al posto di Thibaut Van Acker. Il debutto è particolarmente sfortunato poiché, dopo appena 1' di gioco, realizza un'autorete che complica ulteriormente la gara dei belgi, alla fine usciti sconfitti 4-0.
Nella stagione 2013-2014 entra stabilmente in prima squadra. Debutta in Pro League il 4 agosto 2013 contro l'Ostenda, realizzando al 3' il gol del vantaggio per il Bruges. Il 20 ottobre arriva il secondo gol, messo a segno contro il Kortrijk. Nella parte finale della regular season sigla altre due reti. Il 28 marzo 2014 fa gol al Lokeren nella prima partita dei play-off. Il 2014-2015 inizia in modo promettente. Dopo aver segnato il definitivo 2-2 contro l'Anderlecht, il 28 settembre trova la prima doppietta in carriera in un altro 2-2 contro l'Ostenda. A ottobre rimedia un infortunio al ginocchio che lo costringe a uno stop di oltre un anno. Durante la sua assenza il Bruges conquista la Coupe de Belgique, vincendo 2-1 la finale contro l'Anderlecht.
Il 20 ottobre 2015 ritorna in campo, giocando titolare la partita di campionato proprio contro l'Anderlecht. Il Bruges esce sconfitto 4-1, con Engels autore dell'assist per il gol di Stefano Denswil. Torna al gol il 16 gennaio 2016 nel 3-0 al Mouscron-Péruwelz, ripetendosi la settimana seguente nel successo per 2-1 in casa del Waasland-Beveren. Il 14 settembre 2016 esordisce in Champions League contro il Leicester City. Al 53' si infortuna alla spalla in un contrasto con Islam Slimani. Torna a giocare il 18 dicembre contro il Kortrijk. Termina il campionato con 2 gol all'attivo, uno segnato allo Standard Liegi prima dell'infortunio e l'altro allo Zulte Waregem. Il Bruges vince il suo 14º campionato, undici anni dopo l'ultimo successo. Un ciclo chiuso il 23 luglio con la conquista della Supercoppa del Belgio, partita per la quale non è stato convocato.

#### Olympiakos
Il 31 agosto 2017 si trasferisce ai greci dell'Olympiacos. Firma con i Campioni di Grecia un contratto di quattro anni. Il 9 settembre bagna il debutto in Souper Ligka segnando il gol del momentaneo vantaggio contro lo Xanthī, incontro terminato poi 1-1. Il 12 settembre gioca titolare la prima partita in Champions League con l'Olympiakos nella sconfitta interna per 2-3 contro il Barcellona. Il 22 ottobre realizza il secondo gol in campionato, decisivo per battere il PAOK. La terza e ultima rete stagionale avviene il 16 aprile nel 5-1 al Kerkyra.

#### Stade Reims e Aston Villa
Il 19 agosto 2018 passa ai francesi dello Stade Reims in prestito. Il 28 marzo 2019 viene acquistato a titolo definitivo, firmando un quadriennale; il 16 luglio si trasferisce quindi all'Aston Villa.

### Nazionale
Ha ricevuto la sua prima chiamata per la Nazionale maggiore del Belgio a marzo 2016 per un'amichevole contro il Portogallo, ma non è sceso in campo durante la partita. A settembre 2016 è convocato dal ct dell'Under-21 Johan Walem per le qualificazioni all'Europeo 2017. Va in gol all'esordio contro i pari età di Malta.

## Statistiche

### Presenze e reti nei club
Statistiche aggiornate al 28 marzo 2020.
| Stagione           | Squadra            | Campionato         | Campionato | Campionato | Coppe nazionali | Coppe nazionali | Coppe nazionali | Coppe continentali | Coppe continentali | Coppe continentali | Altre coppe | Altre coppe | Altre coppe | Totale | Totale |
| Stagione           | Squadra            | Comp               | Pres       | Reti       | Comp            | Pres            | Reti            | Comp               | Pres               | Reti               | Comp        | Pres        | Reti        | Pres   | Reti   |
| ------------------ | ------------------ | ------------------ | ---------- | ---------- | --------------- | --------------- | --------------- | ------------------ | ------------------ | ------------------ | ----------- | ----------- | ----------- | ------ | ------ |
| 2012-2013          | Club Bruges        | PL                 | 0          | 0          | CB              | 0               | 0               | UEL                | 1                  | 0                  | -           | -           | -           | 1      | 0      |
| 2013-2014          | Club Bruges        | PL                 | 23+10      | 4+1        | CB              | 2               | 0               | UEL                | 0                  | 0                  | -           | -           | -           | 35     | 5      |
| 2014-2015          | Club Bruges        | PL                 | 7          | 3          | CB              | 1               | 0               | UEL                | 4                  | 0                  | -           | -           | -           | 12     | 3      |
| 2015-2016          | Club Bruges        | PL                 | 10+6       | 2+0        | CB              | 4               | 0               | UEL                | 1                  | 0                  | -           | -           | -           | 21     | 2      |
| 2016-2017          | Club Bruges        | PL                 | 15+7       | 2+0        | CB              | 0               | 0               | UCL                | 1                  | 0                  | -           | -           | -           | 23     | 2      |
| lug.-ago. 2017     | Club Bruges        | PL                 | 2          | 0          | CB              | -               | -               | UCL+UEL            | 2+1                | 0                  | -           | -           | -           | 5      | 0      |
| Totale Club Bruges | Totale Club Bruges | Totale Club Bruges | 80         | 12         |                 | 7               | 0               |                    | 10                 | 0                  |             | -           | -           | 97     | 12     |
| 2017-2018          | Olympiacos         | SL                 | 17         | 3          | CG              | 2               | 0               | UCL                | 5                  | 0                  | -           | -           | -           | 24     | 3      |
| 2018-2019          | Stade Reims        | L1                 | 33         | 1          | CF+CdL          | 2+0             | 0               | -                  | -                  | -                  | -           | -           | -           | 35     | 1      |
| 2019-2020          | Aston Villa        | PL                 | 17         | 1          | FACup+CdL       | 1+1             | 0               | -                  | -                  | -                  | -           | -           | -           | 19     | 1      |
| Totale carriera    | Totale carriera    | Totale carriera    | 147        | 17         |                 | 13              | 0               |                    | 15                 | 0                  |             | -           | -           | 175    | 17     |

### Cronologia presenze e reti in nazionale
| Cronologia completa delle presenze e delle reti in nazionale ― Belgio under 21 | Cronologia completa delle presenze e delle reti in nazionale ― Belgio under 21 | Cronologia completa delle presenze e delle reti in nazionale ― Belgio under 21 | Cronologia completa delle presenze e delle reti in nazionale ― Belgio under 21 | Cronologia completa delle presenze e delle reti in nazionale ― Belgio under 21 | Cronologia completa delle presenze e delle reti in nazionale ― Belgio under 21 | Cronologia completa delle presenze e delle reti in nazionale ― Belgio under 21 | Cronologia completa delle presenze e delle reti in nazionale ― Belgio under 21 |
| Data                                                                           | Città                                                                          | In casa                                                                        | Risultato                                                                      | Ospiti                                                                         | Competizione                                                                   | Reti                                                                           | Note                                                                           |
| ------------------------------------------------------------------------------ | ------------------------------------------------------------------------------ | ------------------------------------------------------------------------------ | ------------------------------------------------------------------------------ | ------------------------------------------------------------------------------ | ------------------------------------------------------------------------------ | ------------------------------------------------------------------------------ | ------------------------------------------------------------------------------ |
| 2-9-2016                                                                       | Paola                                                                          | Malta under 21                                                                 | 2 – 3                                                                          | Belgio under 21                                                                | Qual. Europeo Under-21 2017                                                    | 1                                                                              |                                                                                |
| 6-9-2016                                                                       | Lovanio                                                                        | Belgio under 21                                                                | 2 – 1                                                                          | Rep. Ceca under 21                                                             | Qual. Europeo Under-21 2017                                                    | -                                                                              |                                                                                |
| Totale                                                                         |                                                                                | Presenze                                                                       | 2                                                                              |                                                                                | Reti                                                                           | 1                                                                              |                                                                                |

## Palmarès

### Club

#### Competizioni nazionali
- Coppa del Belgio: 2

Club Bruges: 2014-2015
Anversa: 2022-2023
- Campionato belga: 2

Club Bruges: 2015-2016
Anversa: 2022-2023
- Supercoppa del Belgio: 2

Club Bruges: 2016
Anversa: 2023